# ووترفيل (فيرمونت)
ووترفيل (بالإنجليزية: Waterville, Vermont)‏ هي بلدة تقع بولاية فيرمونت في الولايات المتحدة. تبلغ مساحتها 42.5 (كم²)، وترتفع عن سطح البحر 299 م، بلغ عدد سكانها 697 نسمة في عام 2000 حسب إحصاء مكتب تعداد الولايات المتحدة وتصل الكثافة السكانية فيها 16.4 نسمة/كم2.

## وصلات خارجية
- The US50 - Cities and Towns in Vermont State
- Vermont Cities and Towns, Facts, Map, Flag, Colleges, Government, and More